# Dissident Alliance
Dissident Alliance è un album in studio del gruppo musicale statunitense Jag Panzer, pubblicato nel 1994.

## Tracce
1. Jeffrey - Behind The Gate – 7:20
2. The Clown – 3:11
3. Forsaken Child – 5:29
4. Edge of Blindness – 3:59
5. Eve of Penance – 7:14
6. Last Dying Breath – 5:12
7. Psycho Next Door – 4:04
8. Spirit Suicide – 5:44
9. GMV 407 – 4:32
10. The Church – 5:01
11. Whisper God – 4:18